# Fabian Bösch
Fabian Bösch (* 6. Juli 1997 in Hirschthal) ist ein Schweizer Freestyle-Skier.

## Werdegang
Fabian Bösch zog als 5-Jähriger mit seiner Familie von Lenzburg (Kanton Aargau) nach Engelberg im Kanton Obwalden und trat mit 6 Jahren der JO des Skiclubs Engelberg bei. Schon bald fiel den Trainern sein Talent für den alpinen Skirennsport auf. Er gewann 6-mal hintereinander (2006 bis 2011) das GP Migros Finale im Combirace, 2010 und 2011 gelang ihm gar ein Doppelsieg mit dem zusätzlichen Gewinn der Goldmedaille im Riesenslalom. Als 12-Jähriger wurde er von Swiss-Ski für das Topolino-Rennen (inoffizielle Schülerweltmeisterschaften) in Italien aufgeboten und glänzte mit einem 2. Rang im Combirace. Mit 13 Jahren wurde er U15-Vize-Schweizer-Meister im Super G und Schweizer Meister im Slalom. Trotz diesen Erfolgen wechselte er Ende Saison 2010/11 ins Lager der Freestyler. Als Grund gab er an, dass es ihn langweile, immer nur um rote und blaue Tore herumzufahren. Er wolle seine Kreativität auch auf den Skis ausleben können.
An der Sportmittelschule Engelberg wurde der Grundstein für seine Karriere als Freeskier gelegt. Ziemlich genau ein Jahr nach dem SM-Titel im Slalom wurde er 2012 erneut Schweizer Meister, dieses Mal im Slopestyle der Rookies.
Bösch, der immer noch für den SC Engelberg startet, hatte sein Weltcupdebüt im Februar 2013 in Silvaplana, welches er im Slopestyle auf dem dritten Platz beendete. Im selben Monat belegte er auf der Halfpipe bei den Swiss Freeski Open in Davos den dritten Rang. In der Saison 2013/14 kam er im Weltcup in Gstaad und im Big Air beim Jon Olsson Invitational in Åre auf den dritten Rang. Bei seiner ersten Olympiateilnahme 2014 in Sotschi errang er den 23. Platz im Slopestyle. Zum Beginn der Saison 2014/15 siegte er im Slopestyle beim Stubai Jam in Neustift im Stubaital. Es folgte ein zweiter Platz  im Slopestyle bei der SFR Freestyle Tour in Val Thorens. Im Januar 2015 wurde er bei den Freestyle-Skiing-Weltmeisterschaften am Kreischberg Weltmeister im Slopestyle. Zum Saisonende siegte er im Big Air beim Jon Olsson Invitational in Åre.
Zu Beginn der folgenden Saison errang er den dritten Platz im Slopestyle bei der Winter Dew Tour in  Breckenridge und den zweiten Platz im Slopestyle bei der SFR Freestyle Tour in Val Thorens. Bei den Winter-X-Games 2016 in Aspen gewann er die Goldmedaille im Big Air. Im Februar 2016 holte er bei den X-Games Oslo 2016 in Oslo die Silbermedaille im Big-Air-Wettbewerb. Zum Saisonende kam er im  Weltcup in Silvaplana auf den zweiten Platz im Slopestyle und erreichte den sechsten Rang im Slopestyle-Weltcup. Nach Platz zwei im Big Air zu Beginn der Saison 2016/17 im chilenischen El Colorado erlitt er im Januar 2017 beim Training eine Fersenprellung und verpasste damit die Freestyle-Skiing-Weltmeisterschaften in Sierra Nevada.
In der Saison 2017/18 siegte er beim Spring Battle in Flachauwinkl im Slopestyle und belegte beim Weltcup in Cardrona den dritten Platz im Slopestyle. Bei den Winter-X-Games 2018 wurde er Neunter im Slopestyle und Vierter im Big Air und bei den X-Games Norway 2018 in Fornebu Sechster im Big Air. Im Februar 2018 errang er bei den Olympischen Winterspielen in Pyeongchang den 24. Platz im Slopestyle. Ein Jahr später gewann er bei der Weltmeisterschaft 2019 in Park City die Goldmedaille im Big Air.